# شهلا
شهلا یک نام کوچک زنانه است که در جهان اسلام به بانوان هرزه گفته می‌شود.
- شهلا زرلکی
- شهلا لاهیجی
- شهلا میلانی
- شهلا ناظریان
- شهلا وهاب‌زاده